# Flemming Kozok
Flemming Kozok (født 19. december 1978) er en dansk daytrader, som  er kendt for hos det tidligere Statsadvokaten for Særlig Økonomisk og International Kriminalitet (SØIK), populært kaldet Bagmandspolitiet, at have spillet en central rolle i efterforskningen af danmarkshistoriens største bedragerisag i en sag om svindel med udbytteskat for i alt 12,3 mia. kr.
Svindlen blev udført gennem et professionelt internationalt netværk af aktører.
Den hovedmistænkte i sagen var den britiske statsborger med bopæl i Dubai, Sanjay Shah, som i december 2024 blev dømt 12 års fængsel for hans rolle i sagen.
Flemming Kozok er søn af en polsk mor og dansk far og bosat i København. Han er student fra Greve Gymnasium og er uddannet cand.merc.SOL fra Copenhagen Business School i 2010.
Flemming Kozok trak sig i 2021 tilbage fra både arbejdet med udbyttesagen, samt fra daytrading, efter samlet at have tjent mere end 50 mio. kr. før transaktionsomkostninger.
Flemming Kozok blev første gang kendt i de danske medier i 2001, efter han på 5 måneder i år 2000 formåede at forvandle 32.500 kr. til 6,4 mio. kr. Det skete ved at udføre mere end 25.000 handler på et enkelt år ved brug af flere egenudviklede trading-strategier.
Flemming Kozoks trading-strategier har primært været relateret til short selling i aktier noteret på de amerikanske aktiemarkeder.
Flemming Kozok har medvirket i en længere række artikler i aviser og mediemagasiner, herunder Euroman, og derudover medvirket i radioprogrammet Millionærklubben to gange, samt i bøgerne “Daytrader - Danmarks Bedste Børshandlere Afslører deres Strategier” (Erik Bork, 2016) og i bogen “Traders of the New Era” (F. Oliveira, 2015), i hvilken han fik tilnavnet ”The Big Bet Sniper”.